# Death Note
Death Note (на японски: デスノート Desu Nōto, буквално „тетрадка на смъртта“) е японска манга, дело на писателя Цугуми Оба и художника Такеши Обата. Има аниме адаптация, състояща се от 37 епизода, и игрален филм от пет части.

## Сюжет
Ягами Лайт на пръв поглед е идеално момче – перфектен ученик, възпитан, чаровен и свръхинтелигентен. Родителите му се гордеят с него, съучениците му го уважават, момичета са луди по него, а учителите го обожават. Но дълбоко в себе си той страда от непреодолимото усещане, че светът е прогнил от престъпления и зло, че човешките същества са покварени и примитивни.
Един ден, буквално от небето, в краката му пада странна тетрадка с надпис Death Note. От вътрешната страна на корицата ѝ той намира указания как с помощта на тетрадката можеш да убиеш човек, ако просто напишеш името му и си представиш лицето му. Мислейки си, че това е шега, Лайт изписва името на убиец, който умира и младежът осъзнава, че в ръцете му е попаднало средство, с което да създаде идеалния свят, за който винаги е мечтал и да се превърне в негов бог.
Веднага след това се появява и демоничното създание, което нарича себе си Риюк, и претендира да е бог на смъртта. Той обяснява, че тетрадката и останалите като нея са средството, чрез което боговете на смъртта убиват хора. Сега той е длъжен да следва навсякъде Лайт, който единствен може да го види. На сцената се появява L – също толкова енигматична фигура, колкото е и Кира – Лайт, но известен като най-великият детектив в света.

## Издаване в България
| No. | Заглавие                  | Дата на издаване (в Япония) | Дата на издаване (в България) |
| --- | ------------------------- | --------------------------- | ----------------------------- |
| 1 | Скука Taikutsu (退屈)     | Април, 2004 г.              | Октомври, 2013 г.             |
| Човекът, чието име бъде написано в тази тетрадка, ще умре... Богът на смъртта Рюук изпусна една Тетрадка на Смъртта в човешкия свят. Сега героичната битка между двамата избраници на съдбата – Ягами Лайт и L, започва! |                           |                             |                               |
| 2 | Съюзяване Gōryū (合流)    | Юли, 2004 г.                | Юли, 2014 г.                  |
| Лайн успява да научи името на агента на ФБР, който го преследва. Вярвайки в собственото си чувство за справедливост, той ще стовари присъда върху ФБР. L, от своя страна, най-сетне решава да излезе от сенките и постепенно затяга примката около Лайт... Сблъсък между два гениални интелекта – класически съспенс! |                           |                             |                               |
| 3 | Препускане Gekisō (激走)  | Септември, 2004 г.          | Януари, 2015 г.               |
| Вървейки по улица в малък град, стигам до Т-образен кръстопът и решавам да свия надясно. На следващия Т-образен кръстопът свих наляво. Решавам да продължа със завоите по този начин и се чудих докъде ли ще стигна така. Най-накрая стигам до голям път, където вече нямаше Т-образни кръстопътища и решавам да се върна. По обратния път обаче всички Т-образни кръстопътища са се превърнали в обикновени малки странични улички. „Това е някаква мистерия, това е номер“ си мисля, докато моля хората да ме упътят. Просто един глупав спомен от детството ми. |                           |                             |                               |
| 4 | Любов Koigokoro (恋心)    | Ноември, 2004 г.            | Септември, 2015 г.            |
| След появата на втори Кира, L кани Лайт да работят заедно в централата на разследването. Сдобивайки се с пряк достъп до информация, Лайт открива скрито послание в едно от съобщенията на фалшивия Кира! Срещайки се с втория Кира, той с изненада ще открие, че...!? |                           |                             |                               |
| 5 | Очистване Hakushi (白紙)  | Февруари, 2005 г.           |                               |
| 6 | Размяна Kōkan (交換)      | Април, 2005 г.              |                               |
| 7 | Нула Zero (零)            | Юли, 2005 г.                |                               |
| 8 | Цел Mato (的)             | Септември, 2005 г.          |                               |
| 9 | Контакт Sesshoku (接触)   | Декември, 2005 г.           |                               |
| 10 | Изтриване Sakujo (削除)   | Февруари, 2006 г.           |                               |
| 11 | Сродни души Dōshin (同心) | Май, 2006 г.                |                               |
| 12 | Край Kan (完)             | Юли, 2006 г.                |                               |